# WebCore
WebCore je framework vyvíjený společností Apple a licencovaný pod LGPL pro poskytování renderovacího jádra pro macOS. Jedná se o jednu ze dvou součástí frameworku WebKit (druhou částí je JavaScriptCore).
WebCore kombinuje open source renderovací jádro KHTML vyvíjené projektem KDE s adaptérem nazývaným KWQ (vyslovováno Quack). Apple vytvořil adaptér KWQ jako náhradu závislostí KHTML na knihovně QT a jiných KDE modulech. KWQ také představuje Objective-C API k jádru KHTML, které je založeno na C++. To umožňuje snadnější používání aplikacemi založenými na Cocoa.
Společnost Apple oznámila WebCore 7. ledna 2003 na Macworld Expo spolu s vydáním webového prohlížeče Safari. Později tentýž den vývojáři poskytli provedené změny zpět do KHTML projektu KDE . V červnu 2005 společnost Apple uvolnila přístup do svého CVS (nyní Subversion) se zdrojovým kódem a Bugzillu pro nahlašování chyb. To umožnilo snadnější portování změn prováděných ve WebCore zpět do KHTML .
Poté začalo knihovnu WebCore používat více projektů. Byla portována na jiné platformy jako mobily Nokie či multiplatformní knihovny GNUstep. Byla též začleněna do webového prohlížeče OmniWeb vyvíjeného The Omni Group.
Ačkoliv mohou vývojáři použít přímo WebCore do svých aplikací, Apple doporučuje používat WebKit, který je standardně zahrnut v Mac OS X 10.2.7 a vyšší.

## Aplikace používající WebCore
- Help Viewer — výchozí prohlížeč nápovědy v Mac OS X.
- iWeb — nástroj na tvorbu webu vydání Applem.
- Mail — e-mailový klient pro Mac OS X.
- OmniWeb (verze před 5.5) — webový prohlížeč vytvářený The Omni Group pro Mac OS X.
- RapidWeaver — nástroj na vytváření webových stránek.
- RealPlayer — multimediální přehrávač se zabudovaným webovým prohlížečem (verze pro Mac OS X používá WebCore).
- Sandvox — nástroj na vytváření webových stránek.
- Nokia web browser — webový prohlížeč pro mobilní telefony Nokia.